# Fragata O'Higgins (1°)
La O'Higgins (antes Patriki al servicio de Rusia; Reina María Isabel al servicio de España y, después, María Isabel, tras el derrocamiento de Bernardo O'Higgins, al servicio de Chile),  fue una fragata capturada por buques de la Armada de Chile en la bahía de Concepción el 28 de octubre de 1818 mientras escoltaba un convoy con tropas españolas destinadas a los realistas de Chile y Perú, su nombre en la armada española era Reina María Isabel.
En la Armada de Chile participó  en las campañas que el almirante Cochrane realizó contra Perú bloqueando el Callao en 1819. También fue actor importante en las acciones que concluyeron con la conquista de Corral y Valdivia. Integró la Escuadra que escoltó a las naves chilenas en la Expedición Libertadora del Perú. En 1825 formó parte de las naves que participaron en la conquista de Chiloé.

## Características
Fragata construida en el Astillero Solombala (Arcángel) bajo la dirección del constructor naval Andréi Kurochkin para la Flota del Báltico de la Armada Imperial Rusa. Botada al agua el 3 de julio de 1816 con el nombre de Patriki, 'Patricio'. Estaba armada con 44 cañones. Se desplazamiento era de 1220 toneladas.

## Historia

### Al servicio delImperio ruso
Durante el período de las guerras de la independencia americana, España no contaba con una Armada operativa con la que enviar tropas y refuerzos a los virreyes americanos, ante esta situación buscaron navíos de guerra y transporte donde los hubiera. Una de estas compras fue de barcos rusos pero que se efectuó sin el conocimiento de la Armada. En ella participaron Francisco de Eguía, ministro de guerra y Dmitri Tatischeff, embajador ruso en España.
El 11 de agosto de 1817 se firmó el contrato de compraventa de 5 navíos de línea y 3 fragatas entre Eguía y Tatischeff. Los buques zarparon del puerto de Reval en el mar Báltico a fines de septiembre de 1817 y arribaron a Cádiz el 21 de febrero de 1818.

### Al servicio delImperio español
La Armada nombró una comisión para que investigara el estado de las naves. El informe no pudo ser más desfavorable. Los cascos en su obra muerta estaban podridos por lo que se sospechaba que su obra viva debería estar en las mismas condiciones, no tenían pertrechos ni repuestos. Las maderas no eran de buena calidad, madera de pino, abeto, en lugar de roble. Todos los barcos fueron declarados inútiles excepto la fragata Patriki cuyo comandante era el capitán Toloubiev. La artillería de todas las naves estaba en buenas condiciones.
Conocido el informe por Fernando VII, a los miembros de la comisión se les acusó de traidores que buscaban solo el desprestigio del rey siendo castigados con el destierro. En todo caso en compensación se obtuvo que Rusia le regalara sin coste a España 3 fragatas más, naves que arribaron a Cádiz el 12 de octubre de 1818 en tan malas condiciones como las anteriores.
El Patriki, renombrado Reina María Isabel, fue el único buque aceptado por la comisión de la Armada. En Cádiz fue sometido a reparaciones y alistado por efectuar un viaje al Callao escoltando un convoy de 10 transportes con tropas destinadas a Chile y Perú. El convoy zarpó de Cádiz el 21 de mayo de 1818. La nave fue capturada en la bahía de Concepción el 28 de octubre de 1818 por naves chilenas, al igual que los transportes con tropas, excepto tres.

### Al servicio deChile
1819
En la Armada de Chile se le puso el nombre de O'Higgins y se incorporó a la Primera Escuadra Nacional. Durante el año participó en las dos campañas que la Escuadra realizó contra el Perú bloqueando el Callao.
1820
El 18 de enero entró en la bahía de Corral iniciado las acciones que culminaron el 3 y 4 de febrero con la toma de Corral y Valdivia.
Participó en la Expedición Libertadora del Perú esta vez su comandante fue Tomás Sackville Crosbie. Fue el buque insignia del almirante Cochrane. Zarpó el 20 de agosto. A la altura de Coquimbo capturó al bergantín norteamericano Warrior que actuaba como piquete de las naves realistas y el 7 de septiembre recalaba con el convoy en Paracas lugar donde comenzó el desembarco de las tropas de la expedición. Posteriormente inició el bloqueo del Callao.
Tuvo destacada participación en la captura de la fragata Esmeralda en el Callao durante la noche del 5 al 6 de noviembre. 
1821-1823
A fines de 1822 el gobierno decidió desarmar la Escuadra, quedando el buque en mantención.
En 1823 el general Ramón Freire, Director Supremo, le cambió una vez más el nombre a María Isabel.
1824-1826
En 1824 se ordena reactivar los buques de a Escuadra y el O'Higgins, ahora María Isabel, forma parte de la Escuadra que bajo el mando del almirante Blanco Encalada operó desde fines de 1824 hasta octubre de 1825 en las costas de Perú para trabajar en forma combinada con la naciente marina peruana contra España.
El 27 de noviembre de 1825 integró la Expedición que bajo el mando del general Ramón Freire zarpó de Valparaíso a conquistar la isla de Chiloé aún en poder de España. Regresó a Valparaíso luego de haberse firmado, el 18 de enero de 1826, el tratado de entrega de la provincia a Chile y el 22 jurado la independencia de Chiloé
En 1826 fue vendida al Gobierno de Buenos Aires. Naufragó ese año en el cabo de Hornos, mientras se dirigía a la Argentina.